# Мелінда Кларк
Мелі́нда Кларк, також відома як Мі́нді Кларк (англ. Melinda Clarke, нар. 24 квітня 1969, Дейна Пойнт, Каліфорнія, США) — американська акторка кіно, телебачення та озвучення, сценаристка, кінопродюсерка. Найбільш відома ролями антигероїнь у популярних телесеріалах: Аманда в «Нікіті», Грейс Ван Даль у «Ґотемі», Келлі Донован у «Щоденниках вампіра».

## Біографія
Народилась у Дейна Пойнт, Каліфорнія 24 квітня 1969 року в родині балерини й актора Джона Кларка. 1987 року поїхала в Лос-Анджелес, де почала кар'єру моделі. Брала участь у кінопробах на дівчину Бонда в фільмі «Помри, але не зараз», а також у серіалі «Клан Сопрано».
28 червня 1997 року одружилася з Ерні Міріхом. Виховує дочку Кетрін Грейс.

## Фільмографія
| Рік  | Назва                      | Оригінальна назва           | Роль               | Примітки                 |
| ---- | -------------------------- | --------------------------- | ------------------ | ------------------------ |
| 1992 | Гарячий комір              | Hot Under the Collar        | Monica             |                          |
| 1992 | Жага крові                 | Out for Blood               | Laura              |                          |
| 1993 | Молодий Гудман Бровн       | Young Goodman Brown         | Faith Brown        |                          |
| 1993 | Повернення живих мерців 3  | Return of the Living Dead 3 | Julie Walker       |                          |
| 1995 | Злиття двох місяців        | Return to Two Moon Junction | Savannah Delongpre |                          |
| 1996 | Скеля Малголланд           | Mulholland Falls            | Cigarette girl     |                          |
| 1996 | Язик убивця                | La lengua asesina           | Candy              |                          |
| 1997 | Критики та дурні           | Critics and Other Freaks    | Mrs. M             |                          |
| 1997 | Солдати вдачі              | Soldier of Fortune          | Margo Vincent      | Телефільм                |
| 1997 | Спаун                      | Spawn                       | Jessica Priest     |                          |
| 2002 | Холодний піт               | Cold Sweat                  | Starring           |                          |
| 2002 | Для убивці.com             | .com for Murder             | Agent Williams     |                          |
| 2003 | Аніматриця                 | The Animatrix               | Alexa (voice)      | Segment: "Matriculated"  |
| 2004 | Сім'я в облозі             | Dynamite                    | Beta               |                          |
| 2007 | Вона зводить мене з розуму | She Drives Me Crazy         | Blithe Meacham     | Телефільм                |
| 2013 | Божественна!               | Evelyn English How Divine   | Chelsea Kirk       | Телефільм; пост-продакшн |

| Рік       | Назва                       | Оригінальна назва              | Роль                      | Примітки                                   |
| --------- | --------------------------- | ------------------------------ | ------------------------- | ------------------------------------------ |
| 1989–1990 | Дні нашого життя            | Дні нашого життя               | Faith Taylor              | 17 епізодів                                |
| 1991      |                             | Jake and the Fatman            | Angel Alexander           | Епізод: "Every Time We Say Goodbye"        |
| 1994      |                             | The George Carlin Show         | Christy                   | Епізод: "George Helps Sydney"              |
| 1994      |                             | Heaven Help Us                 | Lexy Monroe               | Main cast                                  |
| 1996      | Дивне везіння               | Strange Luck                   | Lola Vale                 | Епізод: "Lightning Strikes"                |
| 1997      | Ксена: принцеса-воїн        | Xena: Warrior Princess         | Velasca                   | 2 епізоди                                  |
| 1997      | Неш Бріджес                 | Детектив Неш Бріджес           | Karen Decker              | Епізод: "Out of Chicago"                   |
| 1997      | Сайнфелд                    | Seinfeld                       | Alex                      | Епізод: "The Muffin Tops"                  |
| 1997      | Вир світів                  | Sliders                        | Allasandra                | Епізод: "This Slide of Paradise"           |
| 1997–1999 |                             | Soldier of Fortune, Inc.       | Margo Vincent             | 11 епізодів                                |
| 2000      |                             | The Pretender (TV series)      | Miss Eve                  | Епізод: "Meltdown"                         |
| 2000      |                             | Nash Bridges                   | Insp. Abby Gordon         | Епізод: "End Game"                         |
| 2001      | Зоряний шлях: Ентерпрайз    | Star Trek: Enterprise          | Sarin                     | Епізод: "Broken Bow: Part 2"               |
| 2001–2011 | CSI: Місце злочину          | CSI: Crime Scene Investigation | Lady Heather              | 6 епізодів                                 |
| 2002      |                             | First Monday                   |                           | Епізод: "Pilot"                            |
| 2002      | Усі жінки — відьми          | Charmed                        | Siren                     | Епізод: "Siren Song"                       |
| 2002      |                             | Everwood                       | Sally Keyes               | Епізод: "Till Death Do Us Part"            |
| 2002–2003 |                             | The District                   | Detective Olivia Cahill   | 5 епізодів                                 |
| 2003      |                             | Tremors                        | Dr. Megan Flint           | Епізод: "Night of the Shriekers"           |
| 2003      | Світляк                     | Firefly                        | Nandi                     | Епізод: "Heart of Gold"                    |
| 2003–2007 | Чужа сім'я                  | The O.C.                       | Джулі Купер               | 88 епізодів                                |
| 2005–2011 | Антураж                     | Entourage                      | Melinda Clarke            | 6 епізодів                                 |
| 2006      | Аватар: Останній захисник   | Avatar: The Last Airbender     | Madame Macmu-Ling (голос) | Епізод: "The Tales of Ba Sing Se"          |
| 2007      |                             | The Man                        | Brooke McCluskey          | Unsold CBS pilot                           |
| 2007      | Жнець                       | Reaper                         | Мімі                      | Епізод: "Ashes to Ashes"                   |
| 2008      | Король гори                 | King of the Hill               | Charlene (голос)          | Епізод: "Untitled Blake McCormick Project" |
| 2008      | Чак                         | Chuck                          | Саша Баначек              | Епізод: "Chuck Versus the Seduction"       |
| 2008–2009 | Ілай Стоун                  | Eli Stone                      | Докторка Лі               | 3 епізоди                                  |
| 2010      | Та, що говорить з привидами | Ghost Whisperer                | Донна                     | Епізод: "Old Sins Cast Long Shadows"       |
| 2010-2017 | Щоденники вампіра           | The Vampire Diaries            | Келлі Донован             | 5 епізодів                                 |
| 2010-2013 | Нікіта                      | Nikita                         | Аманда                    |                                            |
| 2013      | Вегас                       | Vegas                          | Lena Cavallo              | 4 епізодів                                 |
| 2013      | Даллас                      | Dallas                         | Tracey McKay              | 2 епізоди                                  |